# Esplosione di Beirut
L'esplosione di Beirut si è verificata nell'area del porto della città libanese il 4 agosto 2020 intorno alle ore 18:08, uccidendo 218 persone e ferendone altre 7 000. Il governatore di Beirut Marwan Abboud ha stimato che fino a 300 000 persone sono rimaste senza casa a causa del disastro, ovvero circa i 2/3 della popolazione della città. Il governo libanese ha dichiarato in città uno stato d'emergenza di due settimane.
L'esplosione principale è stata collegata alla detonazione di 2750 t di nitrato d'ammonio che erano state confiscate nel 2014 da parte del governo libanese dalla nave abbandonata MV Rhosus e depositate nel porto senza misure di sicurezza fino al giorno del disastro. Nonostante la trasmissione inefficiente delle onde d'urto, l'esplosione è stata rilevata come un evento sismico di magnitudo 3,3 dalla United States Geological Survey. L'esplosione è stata stimata avere effetti equivalenti alla detonazione da poche centinaia fino a 1200 tonnellate di TNT. Foto satellitari prese la mattina del 5 agosto hanno mostrato che l'incendio principale era stato spento.

## Antefatti

### Contesto
A causa della crisi economica libanese molti ospedali nel paese si trovano in uno stato di carenza di forniture mediche e problemi nel pagamento del personale, a questo si aggiunge la pandemia di COVID-19 che ha portato alla quasi saturazione dei posti letto. La mattina prima dell'esplosione, il capo del principale ospedale pubblico ha avvertito che l'ospedale si stava avvicinando alla sua piena capacità di curare i pazienti.
Il porto di Beirut funge da principale punto di accesso marittimo in Libano ed è un elemento vitale per l'importazione delle merci. Di proprietà del governo libanese, il porto comprendeva quattro bacini, 16 banchine e 12 magazzini. Ospitava un silos per il grano che fungeva da riserva strategica per il paese. La Base Navale di Beirut, quartier generale delle Marina libanese, fa parte del porto.

### MVRhosus
Il 23 settembre 2013, la nave da carico di proprietà russa battente bandiera moldava MV Rhosus salpò dal porto di Batumi in Georgia diretta a Beira in Mozambico, con un carico di 2750 t di nitrato d'ammonio. In ottobre, è stata costretta a fermarsi al porto a Beirut dopo problemi al motore. Dopo l'ispezione da parte dell'autorità di controllo portuale, il Rhosus è stato ritenuto non idoneo alla navigazione ed ha ricevuto il divieto di salpare. Otto ucraini e un russo erano a bordo e, con l'aiuto di un console ucraino, cinque ucraini furono rimpatriati, lasciando quattro membri dell'equipaggio a prendersi cura della nave.
Il proprietario del Rhosus, l'uomo d'affari russo con sede a Cipro Igor Grečuškin, finì in bancarotta e, dopo che i noleggiatori persero interesse per il carico, il proprietario abbandonò la nave. Il Rhosus esaurì rapidamente le provviste, mentre l'equipaggio non fu in grado di sbarcare a causa delle restrizioni sull'immigrazione. I creditori ottennero anche tre mandati di arresto contro la nave. Gli avvocati hanno sostenuto il rimpatrio dell'equipaggio per motivi umanitari, a causa del pericolo rappresentato dal carico ancora a bordo della nave e un giudice ha permesso il loro rimpatrio dopo essere rimasti bloccati a bordo della nave per circa un anno. Per ordine del tribunale il carico è stato sbarcato nel 2014 e collocato nell'Hangar 12 nel porto, dove è rimasto sino al giorno dell'esplosione.
Vari funzionari doganali avevano inviato lettere ai giudici chiedendo una risoluzione sulla questione del carico confiscato, proponendo che il nitrato di ammonio venisse esportato, dato alle Forze armate libanesi, o venduto alla Lebanese Explosives Company. Le lettere erano state inviate il 27 giugno, il 5 dicembre 2014, il 6 maggio 2015, il 20 maggio, il 13 ottobre 2016 e il 27 ottobre 2017. Una delle lettere spedite nel 2016 indicava che i giudici non avevano risposto alle precedenti richieste e "suppliche":

## Esplosione
Poco dopo le 18:00, i vigili del fuoco furono inviati per estinguere un incendio nel magazzino del porto di Beirut. Una prima, più piccola, esplosione causò una nuvola di fumo sopra i fuochi creando lampi di luce che assomigliavano a fuochi d'artificio. La seconda esplosione fu molto più grande e si verificò alle 18:08. Scosse il centro di Beirut e produsse una nuvola rosso-arancione nel cielo. La seconda esplosione fu avvertita nel nord di Israele e a Cipro, a 240 chilometri di distanza. L'United States Geological Survey riportò che l'esplosione venne misurata come un terremoto di magnitudo locale di 3,3 mentre il Jordan Seismological Observatory riferì che era equivalente a un terremoto di magnitudo locale di 4,5.

## Cause
La causa delle esplosioni non è stata immediatamente determinata, sebbene i media statali inizialmente riferissero che si svolgevano in un magazzino di fuochi d'artificio, mentre altri li hanno collocati in un deposito di petrolio o in un deposito di sostanze chimiche esplosive.
Nel porto c'erano vari magazzini che contenevano esplosivi e sostanze chimiche tra cui nitrati, componenti comuni di fertilizzanti ed esplosivi. Il direttore generale della pubblica sicurezza ha dichiarato che l'esplosione è stata causata dal nitrato di ammonio che è stato confiscato dal Rhosus. Una fonte di sicurezza ha dichiarato che l'incendio iniziale è stato causato durante i lavori di saldatura su un foro in un magazzino.

## Morti e feriti
A seguito delle esplosioni, più di 220 persone sono state confermate morte e oltre 7000 sono state ferite.
Nazar Najarian, segretario generale del partito Kataeb, è morto dopo aver subito gravi ferite alla testa a causa l'esplosione, e Kamal Hayek, presidente della compagnia elettrica statale Électricité du Liban, era in condizioni critiche. Il console kazako è stato ferito nel suo ufficio. L'architetto francese Jean-Marc Bonfils è morto dopo aver subito gravi ferite nel suo appartamento nell'edificio East Village da lui progettato nel quartiere Mar Mikhaël.

## Danni
L'esplosione ha ribaltato le auto e devastato gli edifici con struttura in acciaio del loro rivestimento. All'interno dell'area portuale, l'esplosione ha distrutto una sezione del litorale. Testimoni hanno riferito che le case fino 10 km di distanza sono state danneggiate dall'esplosione, e fino a 300 000 persone sono rimaste senza casa a causa delle esplosioni. Secondo il governo libanese, il secondo più grande silo di grano della città è stato distrutto, esacerbando la carenza di cibo causato dalla pandemia di COVID-19 e dalla grave crisi finanziaria. Sono state distrutte circa 15 000 tonnellate di grano, lasciando il paese con meno di un mese di grano in riserva.
I danni si estendono su oltre la metà di Beirut, con il costo probabile superiore a 10 miliardi di dollari; Il 90% degli hotel della città è stato danneggiato e tre ospedali sono stati completamente distrutti, mentre altri due hanno subito danni. Decine di feriti portati negli ospedali vicini non potevano essere ammessi a causa dei danni agli ospedali. Il Saint George Hospital University Medical Center, situato a meno di 1 km dell'esplosione, è stato costretto a curare i pazienti in strada, a causa di gravi danni alla struttura medica. Diversi pazienti affetti da cancro infantile sono stati feriti dalle schegge di vetro. Nel giro di poche ore, il nosocomio ha dimesso tutti i suoi pazienti, alcuni in altri ospedali, e chiuso. Secondo il direttore della terapia intensiva dell'ospedale, il dottor Joseph Haddad, l'ospedale è stato irrimediabilmente danneggiato.
Le ambasciate dentro e vicino a Beirut hanno riportato vari gradi di danni ai loro edifici. Le ambasciate di Argentina, Australia, Finlandia e Cipro, che si trovavano nelle immediate vicinanze dell'esplosione, hanno subito gravi danni. L'ambasciata sudcoreana, situata a 7,3 chilometri dal luogo dell'esplosione, ha riportato danni lievi a due finestre all'interno dell'ambasciata, mentre le ambasciate kazaka, russa, rumena e turca hanno riportato danni minori.

### Navi
La nave da crociera Orient Queen, di proprietà di Abou Merhi Cruises e ormeggiata nelle vicinanze, ha subito ingenti danni. Due membri dell'equipaggio sono morti, e molti a bordo sono rimasti feriti. La nave si è capovolta durante la notte.
Anche la corvetta della Marina del Bangladesh BNS Bijoy, che ha partecipato alla Forza di Interposizione in Libano delle Nazioni Unite, è stata danneggiata. È stato riferito che ventuno caschi blu delle Nazioni Unite del Bangladesh imbarcati su di essa sarebbero stati feriti.
Il portabestiame Jouri era vicino al luogo dell'esplosione. Il suo AIS ha smesso di trasmettere al momento dell'esplosione.
La nave mercantile Mero Star è stata gravemente danneggiata.
La nave da carico Raouf H era la più vicina al luogo dell'esplosione.

### Incendio
Un mese dopo l'esplosione, il 10 settembre, scoppiò un nuovo incendio, anche questa volta nella zona del porto; l'incendio fu causato da delle scintille di una saldatrice che stava risistemando i danni della precedente esplosione. Secondo il ministro dei trasporti e lavori pubblici Michel Najjar, il fuoco interessò un magazzino che conteneva barili di petrolio e pneumatici.

## Primi arresti
Le autorità libanesi hanno posto agli arresti domiciliari, sotto la supervisione dell'esercito, i funzionari del porto di Beirut responsabili del deposito e della sicurezza, in attesa di un'indagine sulle esplosioni.

## Operazioni di soccorso
La Croce Rossa libanese ha affermato che tutte le ambulanze disponibili del Nord Libano, della Valle della Beqa' e dal Libano del Sud sono state inviate a Beirut per aiutare i feriti. Secondo la Croce Rossa libanese, sono state attivate in totale 75 ambulanze e 375 medici in risposta alle esplosioni. Il presidente libanese Michel Aoun ha dichiarato che il governo aveva disponibili 100 miliardi di lire libanesi (66 milioni di dollari USA) in aiuti per sostenere le operazioni di recupero. L'app che fornisce un servizio di trasporto automobilistico privato Careem offriva corse gratuite da e per gli ospedali ed i centri di donazione di sangue a chiunque fosse disposto a donare sangue.
Il ministro della Salute Hamad Hasan ha richiesto l'invio di aiuti internazionali al Libano; diversi Stati hanno risposto a tale richiesta.
L'Italia ha inviato a Beirut due C-130 della 46ª Brigata aerea dell'Aeronautica militare con otto tonnellate di materiale sanitario e squadre dei Vigili del fuoco e del Nucleo nucleare-biologico-chimico-radiologico (NBCR) coordinate dal Dipartimento della protezione civile. Il team composto da 14 vigili del fuoco è arrivato a Beirut la mattina del 6 agosto. Dal 23 agosto per un mese la nave da sbarco San Giusto con la Task Force "Cedri" è stata in missione a Beirut.

## Reazioni

### Interne
Il primo ministro del Libano Hassan Diab, ha annunciato che il 5 agosto 2020, il giorno dopo le esplosioni, sarebbe stata una giornata nazionale di lutto. Il presidente Aoun dichiarò che il governo avrebbe fornito sostegno agli sfollati e che il Ministero della sanità avrebbe sostenuto le spese per le cure dei feriti. Marwan Abboud, il governatore di Beirut, ha dichiarato di essere arrivato sul posto per cercare i vigili del fuoco che si trovavano sul posto e tentavano di controllare l'incendio che imperversava prima della seconda esplosione. Si è rotto in lacrime in televisione, definendo l'evento "una catastrofe nazionale". Il giorno dell'esplosione, Hezbollah ha offerto "le più sentite condoglianze per la tragedia nazionale" e ha affermato che la crisi ha richiesto "una posizione nazionale di tutto il popolo libanese". Il giorno dopo, Mohammad Raad, a capo di Hezbollah nel parlamento libanese, ha anche chiesto una "cooperazione positiva" per accertare le ragioni del disastro e garantire la giustizia.

### Internazionali
I rappresentanti di più Stati e le Nazioni Unite hanno manifestato le condoglianze. Oltre ad altri Stati che hanno fornito aiuti, e altri si sono offerti di farlo. In particolare, Israele ha offerto aiuti attraverso i canali delle Nazioni Unite, in quella che Al Jazeera English ha descritto come una "mossa insolita", dato che Israele e Libano non hanno legami diplomatici e sono tecnicamente in guerra. Sia Israele che alti funzionari di Hezbollah hanno escluso il coinvolgimento israeliano nell'esplosione, affermazione diffusa tramite i social media.
Dopo aver offerto le condoglianze e gli aiuti, il presidente degli Stati Uniti Donald Trump ha suggerito che le esplosioni fossero il risultato di una bomba provocata da un attacco deliberato. In seguito a questa dichiarazione, più funzionari del Dipartimento della Difesa degli Stati Uniti hanno affermato che non c'erano indicazioni che questo fosse il caso.
Diversi Stati hanno espresso solidarietà illuminando molti monumenti con i colori della bandiera libanese, tra cui il Burj Khalifa a Dubai, le Grandi Piramidi di Giza con la Piramide di Cheope, la Torre Azadi a Teheran e il municipio di Tel Aviv. Alcune figure della destra israeliana hanno criticato l'esposizione della bandiera del Libano, uno "stato nemico", a Tel Aviv.
Il 6 agosto il presidente della Repubblica francese Emmanuel Macron ha visitato Beirut. L'8 settembre il presidente del Consiglio Giuseppe Conte ha visitato Beirut ha incontrato le autorità del Libano.

## Le indagini
Il giudice responsabile dell'inchiesta, Tarek Bitar, ha arrestato 38 persone in relazione all'esplosione del 4 agosto 2020, perlopiù lavoratori e funzionari portuali di livello inferiore e medio, oltre ad alti rappresentanti istituzionali e della sicurezza libanese. Tredici sono stati rilasciati, mentre 25 tra cui il responsabile doganale, Badri Daher, e il capo dell'autorità portuale di Beirut, Hasan Kraytem, sono ancora detenuti. Il 16 settembre 2021 è stato emesso un mandato di arresto in contumacia nei confronti dell'ex ministro dei Trasporti e dei Lavori Pubblici, Youssef Fenianos. Il 4 ottobre 2021, la Corte d'appello di Beirut ha respinto una ricusazione avanzata contro il giudice Bitar, presentata dal deputato ed ex ministro Nouhad Machnouk.
L'inchiesta è stata sospesa il 12 ottobre 2021, dopo che Ali Hasan Khalil, ex ministro delle finanze, e Ghazi Zeaiter, deputato sciita, entrambi esponenti del movimento Amal, convocati per un interrogatorio, hanno presentato una denuncia legale contro l'investigatore capo, con il leader del partito sciita filo-iraniano Hezbollah, Hassan Nasrallah, ha accusato Bitar di “pregiudizi politici” e di voler “politicizzare” l'inchiesta. Una manifestazione sciita contro il giudice davanti al palazzo di giustizia è terminata con scontri che hanno portato alla morte di sei persone.